# Le François

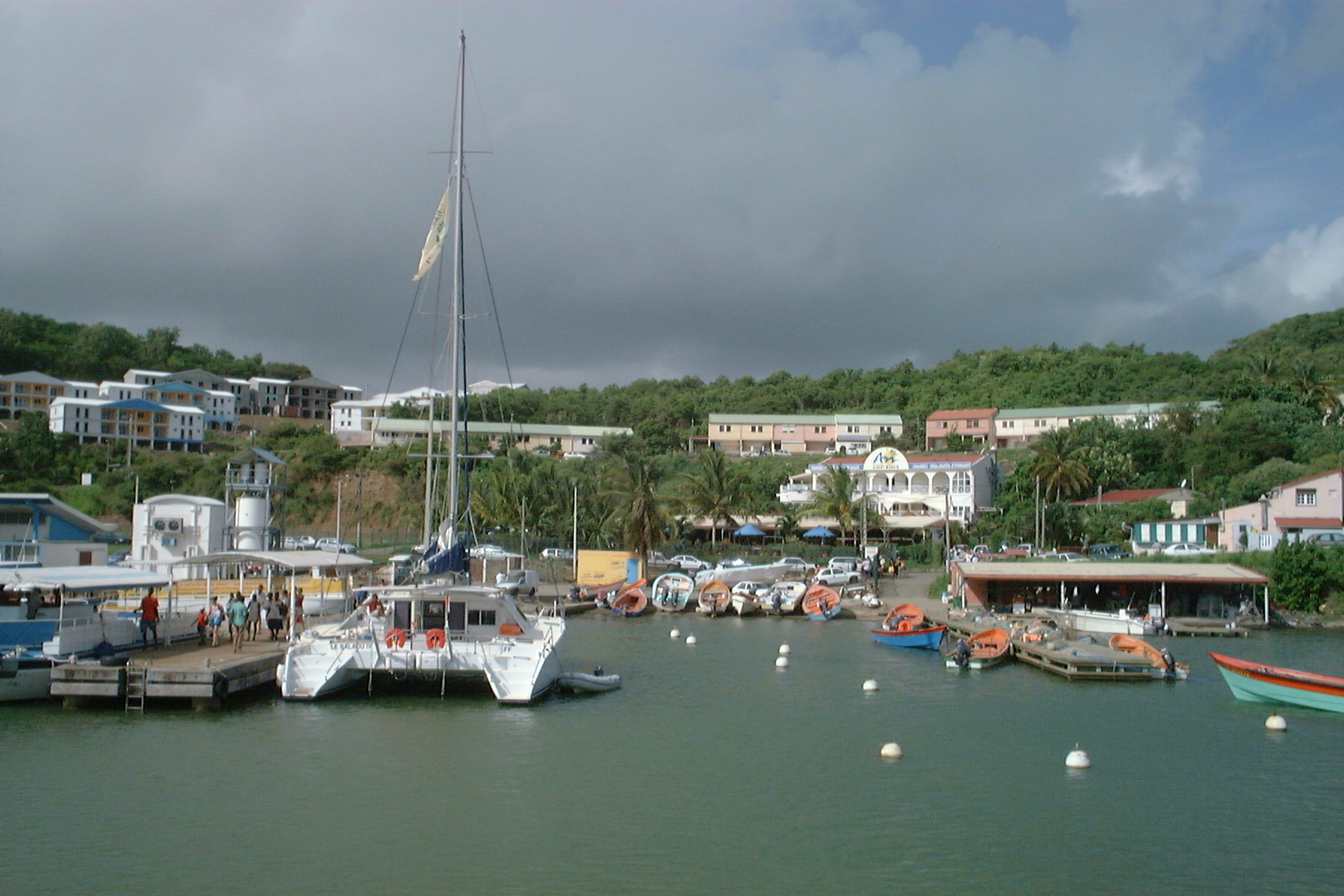
Le François.

Le François es una comuna francesa situada en Martinica, a 39 km de la capital Fort-de-France. Tiene una población de 18.841 habitantes. En 1999 la tasa de desempleo fue del 35,5%.

## Deporte
La ciudad es la sede del Club Franciscain, doce veces campeón de la isla, nueve de ellas consecutivas entre 1999 y 2007.